# Загарье (Юрьянский район)
Загарье — село в Юрьянском районе Кировской области России. Административный центр Загарского сельского поселения.

## География
Село расположено в 36 км от города Кирова и в 50 км от районного центра — посёлка Юрья. Неподалёку протекает река Медянка (приток Вятки). Через Загарье проходит Великорецкий крестный ход.

## История
Загарье основано в 1615—1628 годах как погост рядом с деревней Мартыновкой. Основателем Мартыновки считается дед Мартын. Впоследствии Мартыновка слилась с селом Загарье.

## Население
По данным на 2006 год, численность населения Загарья составляла 1196 человек. Согласно данным всероссийской переписи 2010 года, в селе проживает 1051 человек (477 мужчин и 574 женщины).

## Инфраструктура
В селе имеются школа, детский сад, почтовое отделение (613612), Загарский сельский дом культуры, медицинский пункт, ветеринарный пункт, предприятия тепло- и водоснабжения.